# Jedino Hrvatska – Pokret za Hrvatsku
Jedino Hrvatska – Pokret za Hrvatsku, bila je suverenistička i euroskeptična politička stranka u Republici Hrvatskoj.

## Povijest
Stranka Jedino Hrvatska – Pokret za Hrvatsku osnovana je 9. svibnja 2007. godine, u Zagrebu. Podržavala je nacionalizam, antikomunizam i euroskepticizam. Izrazito se protivila gospodarskoj rasprodaji Hrvatske stranome kapitalu i ulasku Hrvatske u EU, a pogotovo u bilo kakve okvire Zapadnoga Balkana.
Za izbore 2011. godine su, zajedno s Akcijom za bolju Hrvatsku i Hrvatskom demokršćanskom strankom, oblikovali koaliciju Savez za Hrvatsku, koja je nastupila i protiv ulaska Hrvatske u Europsku uniju na referendumu o ulasku Hrvatske u EU.
Stranka je raspuštena 11. siječnja 2019. godine.

## Vodstvo stranke
- Predsjednik: Milovan Šibl
- Dopredsjednici: Benjamin Tolić, Damir Pešorda, Marjan Bošnjak
- Predsjedništvo: dr. Slaven Šuba, Boris Peko, Marijan Škarić, Zvonko Gadže, Stjepan Gutwald
- Istaknuti članovi:  dr. Igor Jelčić, Zvonimir Milas

## Vanjske poveznice
- Službena stranica